# گاورنر (نیویورک)
گاورنر (به انگلیسی: Gouverneur) یک منطقهٔ مسکونی در ایالات متحده آمریکا است که در نیویورک واقع شده‌است. گاورنر ۱۸۷٫۲۳ کیلومتر مربع مساحت و ۷٬۰۸۵ نفر جمعیت دارد و ۱۳۴ متر بالاتر از سطح دریا واقع شده‌است.